# Kościół Santa Maria sopra Minerva w Asyżu
Kościół Santa Maria sopra Minerva – kościół katolicki znajdujący się przy Placu Ratuszowym (Piazza del Comune) we włoskim Asyżu, zaadaptowany z wcześniejszej rzymskiej świątyni Minerwy.
Świątynia została wzniesiona i dedykowana bogini Minerwie w I wieku n.e. przez braci Tiro i Cesjusza Prisco. Zachowana w doskonałym stanie oryginalna fasada składa się z sześciu wysokich, żłobkowanych kolumn zwieńczonych korynckimi kapitelami, podtrzymujących architraw i tympanon. Pomiędzy kolumnami znajdują się schodki, którymi wchodzi się do pronaosu.
W okresie średniowiecza we wnętrzu dawnej świątyni znajdowały się biura władz miejskich oraz więzienie.
W 1539 roku z polecenia papieża Pawła III budynek dawnej świątyni został zaadaptowany na kościół pod wezwaniem Najświętszej Maryi Panny. Wnętrze zostało przebudowane w stylu barokowym w 1. połowie XVII wieku przez Giacomo Giorgettiego. Architekturą budowli zachwycał się Johann Wolfgang von Goethe, uwieczniając ją na kartach swoich Podróży po Włoszech.